# Уличный свет
«Уличный свет» (другое название «В свете фар»; фр. La lumière d'en face) — французский художественный фильм, снятый режиссёром Жоржем Лакомбом в 1955 году.
Премьера фильма состоялась 24 февраля 1956 года.

## Сюжет
Жорж Марсо — водитель грузовика. Он собирается жениться на красавице Оливии. Но серьёзная авария, в результате которой Жорж становится инвалидом, вносит коррективы в их планы. Жорж Марсо и искренняя и верная ему девушка Оливия покупают небольшой ресторанчик около автотрассы. В результате любви трёх мужчин к Оливии, которая всю свою жизнь посвящает возвращению Жоржа к нормальной жизни, на этом маленьком островке у шоссе бурлят страсти. Всё идёт прекрасно, пока на бензоколонку рядом с рестораном не приезжает работать ещё один молодой мужчина…

## В ролях
- Бриджит Бардо — Оливия
- Раймон Пеллегрен — Жорж Марсо
- Роже Пико — Пьетри
- Клод Ромейн — Барбет
- Антонин Берваль — Альберт
- Люсьен Хуберт — Гаспар